# 鲁坦旅行者
Rutan Model 76 旅行者号（Rutan Model 76 Voyager）是世界上第一架实现载人不着陆不加油而环球飞行的飞机。它在1986年由飞行员迪克·鲁坦（Dick Rutan）和珍妮·耶格尔（Jeana Yeager）驾驶进行一次环球飞行，并以40212km的总航程（FAI认证纪录）打破1962年由一架美国B-52轰炸机创下的20168km的飞行距离世界纪录。设计者是伯特·鲁坦。

## 历史
旅行者号的想法始于1981年。鲁坦兄弟在加州莫哈维机场的餐厅就餐时聊到了可不可以设计一架打破当时航程世界纪录（20168公里，由一架B-52创造）的飞机。。但之后，主意就变成了如何设计一架不着陆不加油就进行环球飞行的飞机。在那次就餐里，伯特·鲁坦在餐巾纸上绘出了旅行者号最早的雏形。
在一群热心人的帮助下，鲁坦兄弟在1982年于莫哈维机场开始建造旅行者号的工程。值得注意的是，这个飞机的制造经费几乎都来自私人捐赠。而制造飞机的人员大多是志愿者。1984年6月2日旅行者号出厂。6月22日，旅行者号进行了他的第一次飞行。在这之前鲁坦的团队已经为了这架飞机工作了18个月，22000个小时。

## 设计

### 总体
以当时的角度来看，旅行者号是一个非常古怪的设计。他采取了三机身鸭式布局的设计。中央的机身是乘员座舱和发动机舱，一前一后装有两台发动机。两侧的机身则连接了主机翼，鸭翼以及双垂尾。
旅行者号的首要设计诉求就是高燃油效率。达到这个目标，减重是不可避免的选择。鸭式布局相比常规布局的飞行器，具有安定性差和滑翔性能差的缺点。但鸭式布局的主翼和鸭翼都产生正升力（相比下常规布局里用于配平的水平尾翼需要产生负升力）。因此旅行者号选择鸭式布局以达成提高气动效率的目的（也因此降低了重量）。旅行者号的鸭翼还有一个很小的前掠角，以进一步降低诱导阻力。旅行者号的机翼展弦比非常大，对于长距离飞行来说可以有效的降低阻力。如现在的大型客机一样，旅行者号在机翼的翼尖也安装了翼梢小翼。如此设计使旅行者号的升阻比达到了惊人的27。当然，这导致飞机的安定性和操纵性较差。参与试飞的迪克·鲁坦对旅行者号的操纵性评价就很差。因此旅行者号装有陀螺仪和电传飞控系统，以辅助飞行员驾驶飞机。
旅行者号几乎就是一个飞行的油箱。相比只有425kg（939lb）的结构重量，飞机内17个油箱里携带的燃油多达4056kg。由于燃料太多，飞行员在飞行的全程还要人手控制各个油箱里的燃油分配。
中央的乘员舱是前后双舱的结构。前面的驾驶舱仅供单人驾驶飞机。舱室的正面被仪表覆盖，仅有侧窗。驾驶时需要坐起来，将头伸到驾驶舱上方突出的观察窗里。与现代的战斗机一样，旅行者号采用侧位驾驶杆。驾驶员的座位在舱室偏右。驾驶舱后面是休息舱，可供一人休息。飞行时由两个人轮流驾驶。尽管如此，这个飞机的乘员舱实在算不得舒适，因为他实在太小了。旅行者号的乘员舱最窄处只有0.6m。整个舱的体积大约和电话亭差不多。乘员连正常姿势睡觉都难以做到。此外为了减轻重量，旅行者号上很多理应由机器代劳的操作都是使用人工，甚至收放起落架都是使用人力。因此很大的增加了驾驶员的负担。而雷达也曾经被当做可以被去掉的选择。所幸，飞机上依然保留了自动驾驶仪，多少可以分担一些工作（虽然这个自动驾驶仪不怎么可靠）。

### 结构

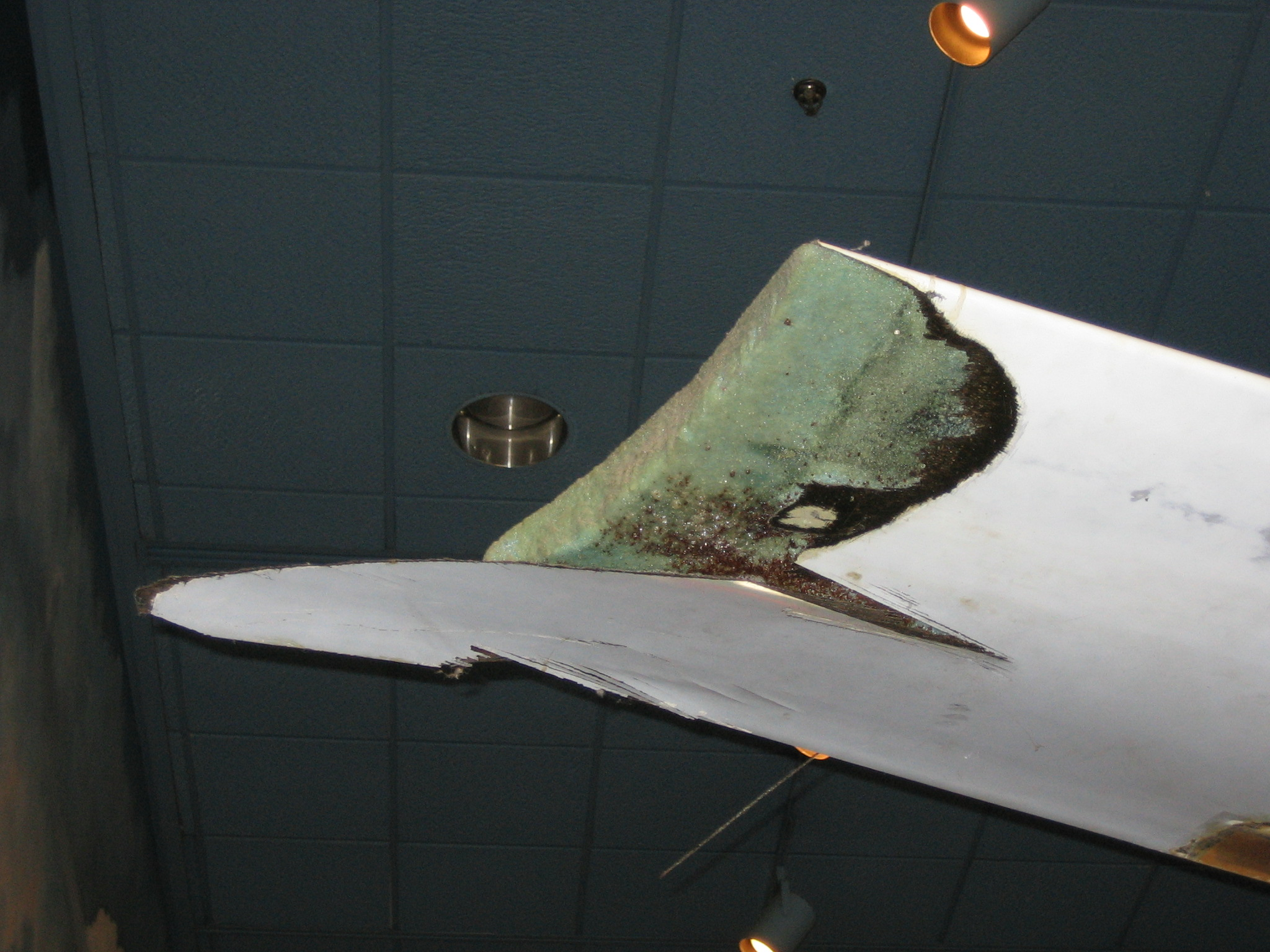
旅行者号损坏的翼尖。可以看到里面的复合材料结构和泡沫夹层。

和当时还常用金属材料的飞机不同，旅行者号的主要结构部件都是由复合材料制成的。大部分的机体使用了1/4英寸厚的纸蜂窝材料和上下碳纤维及凯芙拉组成的三明治结构制成。
使用复合材料的优势是很明显的。碳纤维的机体重量远远低于使用金属的设计，其壳体每平方的重量仅为1.22kg。由于整架飞机98%的结构都是由复合材料制作，才能使这架飞机的结构重量仅有425kg。实际上旅行者号也是当时制造的最大的复合材料飞机。

### 动力

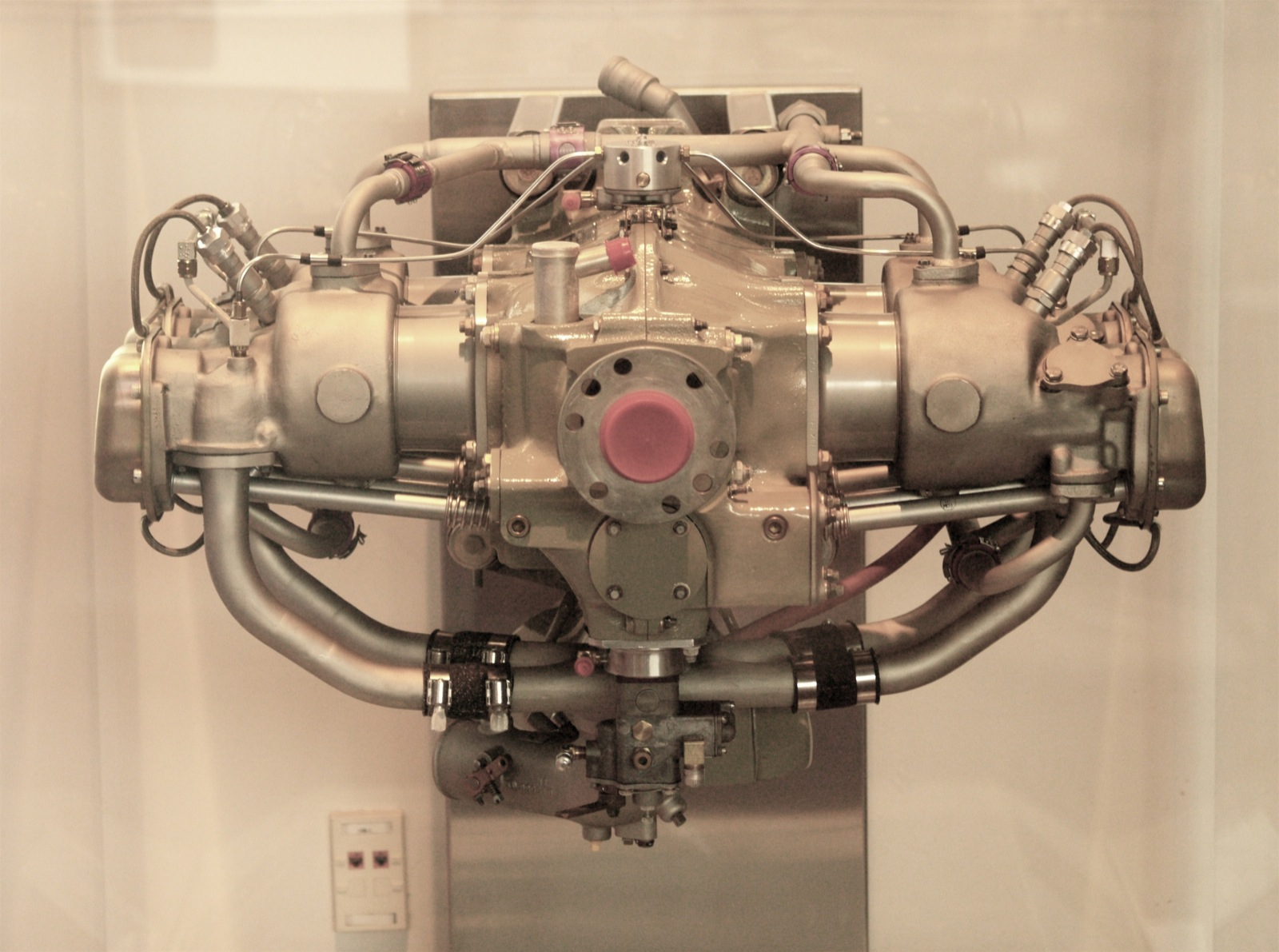
旅行者号使用的一个引擎

旅行者号的动力采用前拉后推的布局。如此设计的双发飞机可以降低飞机的迎风截面，从而降低阻力。尽管飞机将近80%的起飞重量都是燃油，为了节约这些宝贵的燃料，两台发动机在巡航时也只有一台工作，另一台只在起飞、爬升和遇到恶劣天气的时候才会使用。飞机后部的巡航发动机是一台特里达因·大陆IOL-200液冷引擎，前部的辅助发动机则是特里达因·大陆0-240。两台发动机都安装了变矩螺旋桨。

## 环球飞行
在漫长的准备之后，1986年12月14日，旅行者号在爱德华兹空军基地踏上了环球飞行的旅程。
早上8：01分（UTC-8），旅行者号在爱德华兹空军基地长达4300米的跑道上开始了缓慢的加速。由于要节省燃料，旅行者号的发动机动力和他的起飞重量很不成比例。因此需要非常长的加速时间才能达到起飞速度（这也就是为什么要在爱德华兹空军基地起飞。当时只有这里有足够长的跑道可以让旅行者号起飞，并且向民间开放。）。旅行者号用尽了几乎整条跑道的长度才成功离地。由于机翼里装了太多的燃料使机翼下垂严重，飞机在起飞的过程中擦坏了左侧机翼上的翼尖小翼。完成起飞后，伴飞的轻型飞机对这个损坏进行了观察。在认为损坏不至于对飞行有太大影响后，迪克于空中做了一系列机动将这一侧的翼尖小翼甩掉，以避免小翼意外脱落造成事故。
旅行者号的飞行是相当辛苦的。如前所述，旅行者号的驾驶舱极度狭小，甚至无法舒适的休息。为此迪克和珍妮制定了很详细的飞行计划，并且规定两个人2、3小时就轮换驾驶一次，以尽量的降低身体疲惫程度。但情况不是总能按计划进行。旅行者号在飞行途中出现了各种小毛病，包括油压下降、冷却液泄露以及自动驾驶仪故障等。处理这些问题消耗了两个人的大量精力。珍妮在整个飞行过程中一直受困于头疼的折磨（这可能是因为24小时不停的发动机噪音），并且在飞行途中患上了胃病。
除了飞机本身，两个人最大的敌人就是多变的天气。旅行者号不能承受剧烈的气流，因此需要在天气支持团队指导下及时避开复杂天气区域，因此绕了很多路。有一次他们甚至需要绕过一个直径966km的台风。大量的绕道也增加了飞行员的心理压力。因为绕路意味着超出计划的燃料消耗。这可能让他们的环球飞行计划失败。一些政治原因也影响了他们的航线。比如利比亚就禁止旅行者号入境，因为当时卡扎菲正和美国交恶。
无论如何，旅行者号最终还是飞回了美国。此时两名飞行员已经承受了当时最长的飞行时间。
降落前7小时发生了一个意外，用于巡航的后发动机熄火，失去动力的飞机急速下跌。所幸前发动机随后被启动，4分钟后巡航发动机也重新启动，使飞机能够坚持飞到爱德华兹空军基地。
1986年12月23日8：05分（UTC-8），旅行者号终于降落在爱德华兹空军基地。整个飞行最终使用了9天3分钟44秒，总航程40212km。当飞机降落以后，油箱里只剩下了最后48升燃料。

## 之后
完成创纪录飞行后4天，迪克·鲁坦和珍妮·耶格尔获得了里根总统颁发的总统公民奖章。此外他们还获得了一系列其他航空奖项。

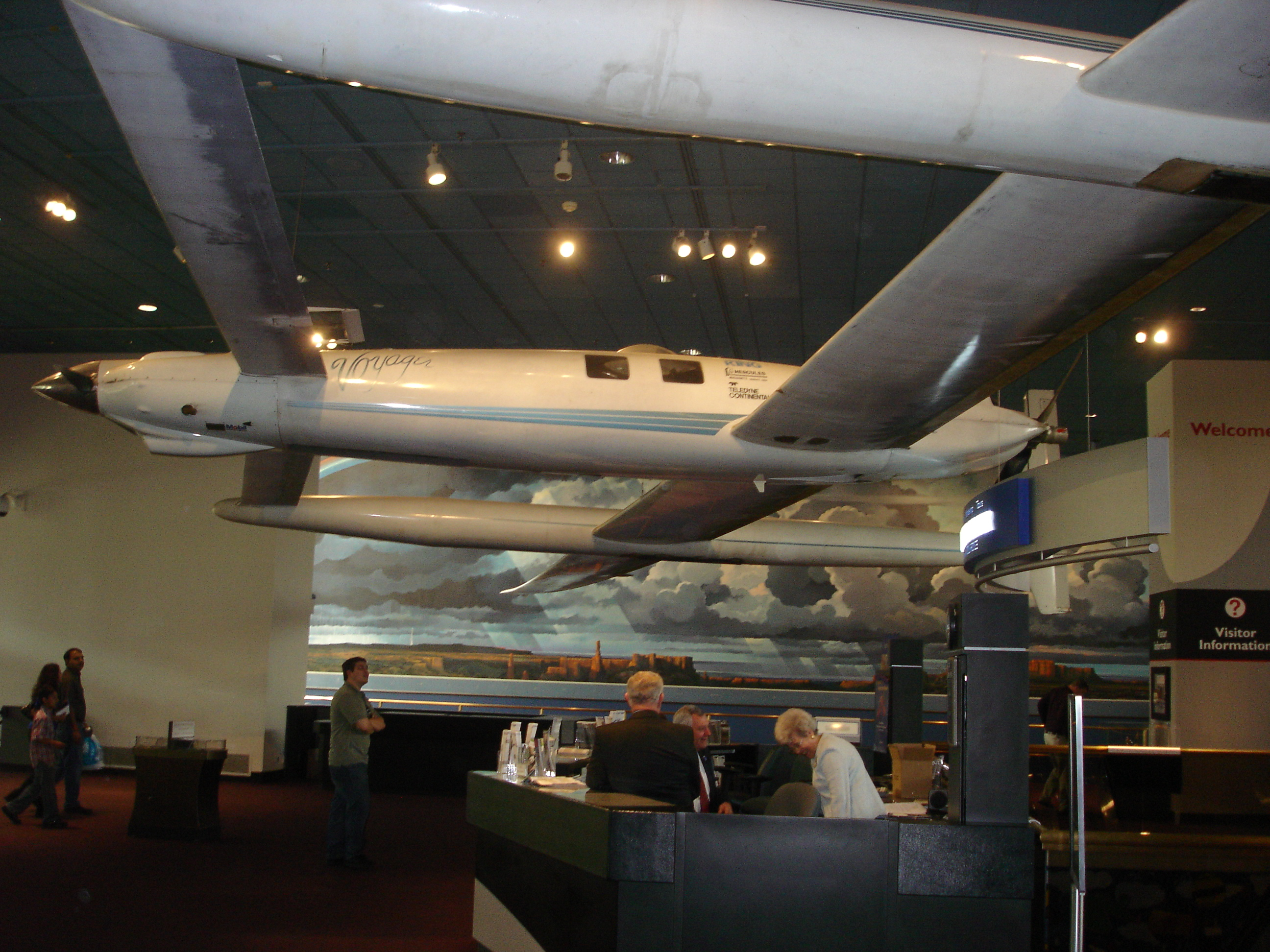
博物馆内的旅行者号

旅行者号此后也不再飞行。如今他收藏在美国航空航天博物馆。

## 指标
数据来自

### 一般参数
- 乘员：2
- 长度：7.74m
- 翼展： 33.77 m
- 高度：3.14 m
- 机翼面积：33.72平方米
- 空重：1217kg
- 起飞重量：4397.3kg
- 动力： 1 × 特里达因·大陆 O-240, 131.7 hp (96.9 kW)
1 × 特里达因·大陆 IOL-200, 111.5 hp (82 kW)

### 性能参数
- 平均平飞速度：196 km/h
- 估计无风航程：43928 km
- 续航时间：216 小时